# Multi 2 ruiten
De Multi of Multi 2 Ruiten opening is een bridgeterm. Het is een conventie waarbij een openingsbod van 2♦ verschillende betekenissen kan hebben. Er zit altijd een zwakke 2 opening in een van de hoge kleuren in en een sterke SA-variant. Afhankelijk van verdere afspraken van het bridgepaar kan er ook nog een sterke variant in een lage kleur en/of een sterk driekleurenspel mee aangeduid worden.
De conventie is zeer populair, hierdoor is ze in de meeste toernooien en wedstrijden toegestaan. Technisch is het wel een zgn. Bruine Sticker Conventie waarvan het gebruik bij officiële wedstrijden is gelimiteerd, maar vanwege de populariteit en beschikbaarheid van verdedigingen heeft de Wereld Bridge Federatie haar toegestaan.

## Beschrijving
Een openingsbod van 2♦ toont traditioneel een van de volgende vier handen :
1. Zwakke twee in een hoge kleur (6-11 HCP)
2. Sterke SA (precieze sterkte volgens afspraak)
3. Sterk 3 kleurenspel
4. ACOL Sterke 2 in een lage kleur.

De meeste bridgeparen spelen niet alle sterke varianten, maar kiezen een of twee van de opties. Vanwege de sterke variant is het een forcerend bod: partner moet bieden als de tegenstander past.
Antwoord op de multi:
Als de linkertegenstander van de opener past, is partner verplicht te bieden. Hij heeft hierbij de volgende opties:
- 2♥: Dit is een 'pas of corrigeer'-bod. Het toont in het algemeen geen manche-interesse en geen steun voor harten.
- 2♠: Dit is ook een niet-forcerend 'pas of corrigeer'-bod. Het toont geen manche-interesse in beginsel geen schoppensteun, maar wel ten minste een driekaart Harten.
- 3/4 ♥/♠: Deze biedingen zijn net als de vorige biedingen preemptief en niet-forcerend, maar met telkens meer steun voor de hoge kleuren. Bijvoorbeeld 3♠ zou een 3 Schoppens en ten minste 4 Hartens tonen. Overigens staan niet alle bridgeparen alle antwoorden toe, omdat de opener ook nog een sterke variant kan hebben.
- 2SA: Het enige forcerend antwoord. Het is een relay-bod, dat de opener vraagt zijn hand nader te omschrijven. Over het algemeen is dit bod op speelkracht gebaseerd, meestal 14+ HCP.

Herbieding van de openaar:
- Met zwakke twee:
  - Op 2/3/4♥: pas of correctie naar S;
  - Op 2/3♠: pas of correctie naar H;
  - Op 2SA: hiervoor bestaan verschillende schema's:
    - Schema 1:
      - 3♣ maximum zwakke 2 met H òf sterke 2 met Klaver;
      - 3♦ maximum zwakke 2 met S òf sterke 2 met Ruiten;
      - 3♥/♠ minimum zwakke 2 H/S.

    - Schema 2: minder geschikt als sterke 2 laag mogelijk is:
      - 3♣/♦ minimum zwakke 2 H/S;
      - 3♥/♠ maximum zwakke 2 H/S;

    - Schema 3:
      - als Schema 2 met 3H/S omgedraaid, dus;
      - 3♥ maximum zwakke 2 met Schoppen;
      - 3♠ maximum zwakke 2 met Harten;

    - Schema 4:
      - 3♣ maximum zwakke 2 H of S;
      - 3♦ minimum zwakke 2 H;
      - 3♥ minimum zwakke 2 S
- met sterke SA:
  - bied zo laag mogelijk SA
- met sterk driekleurenspel of sterke 2 laag
  - Precieze afspraken te maken door het bridgepaar.

## Verdediging
- Er zijn verschillende verdedigingen bedacht tegen de multi. Een eenvoudige, natuurlijke methode is bijvoorbeeld:
  - X om een 13-15 SA aan te geven òf elke zeer sterke hand (19+)
  - 2♥/♠ 13-15 met 5-kaart
  - 2SA 16-18 SA
  - 3kleur 16-18 met 5-kaart of meer

- In het algemeen kan men ervan uitgaan dat de openaar een zwakke 2 heeft. Deze komen in de praktijk veel vaker voor dan de sterke varianten. Het is in het algemeen onverstandig om een ronde af te wachten om duidelijkheid te krijgen over de variant van de openaar. Deze duidelijkheid krijgen de tegenstanders ook en met een goede fit zitten ze dan al op 3 of 4 niveau.

## Referentie
- WBF Convention Booklet